# 安托諾維奇 (奧夫魯奇區)
51°21′44″N 28°18′52″E / 51.36222°N 28.31444°E
安托諾維奇（烏克蘭語：Антоновичі），是烏克蘭北部的村莊，隸屬日托米爾州的科羅斯滕區。該村面積1.25平方公里，海拔高度243米，2001年人口523，人口密度每平方公里417.73人。